# Archidistoma diaphanes
Archidistoma diaphanes är en sjöpungsart som först beskrevs av Friedrich Ritter och William Forsyth 1917.  Archidistoma diaphanes ingår i släktet Archidistoma och familjen Polycitoridae. Inga underarter finns listade i Catalogue of Life.